# Mesocyclops australiensis
Mesocyclops australiensis – gatunek widłonoga z rodziny Cyclopidae. Takson ten jako pierwszy opisał w 1908 roku norweski hydrobiolog Georg Ossian Sars, nadając mu nazwę Cyclops leuckarti australiensis.